# 124e division d'infanterie (Chine)
La 124e division d'infanterie de Chine est une division de l'Armée de terre chinoise. 

## Histoire
Elle participa à la guerre de Corée.
Il s'agit aujourd'hui d'une division amphibie.